# Pulau Kabaladua
Pulau Kabaladua är en ö i Indonesien. Den ligger i den centrala delen av landet, 1 300 km öster om huvudstaden Jakarta.